# Tsamba-Magotsi

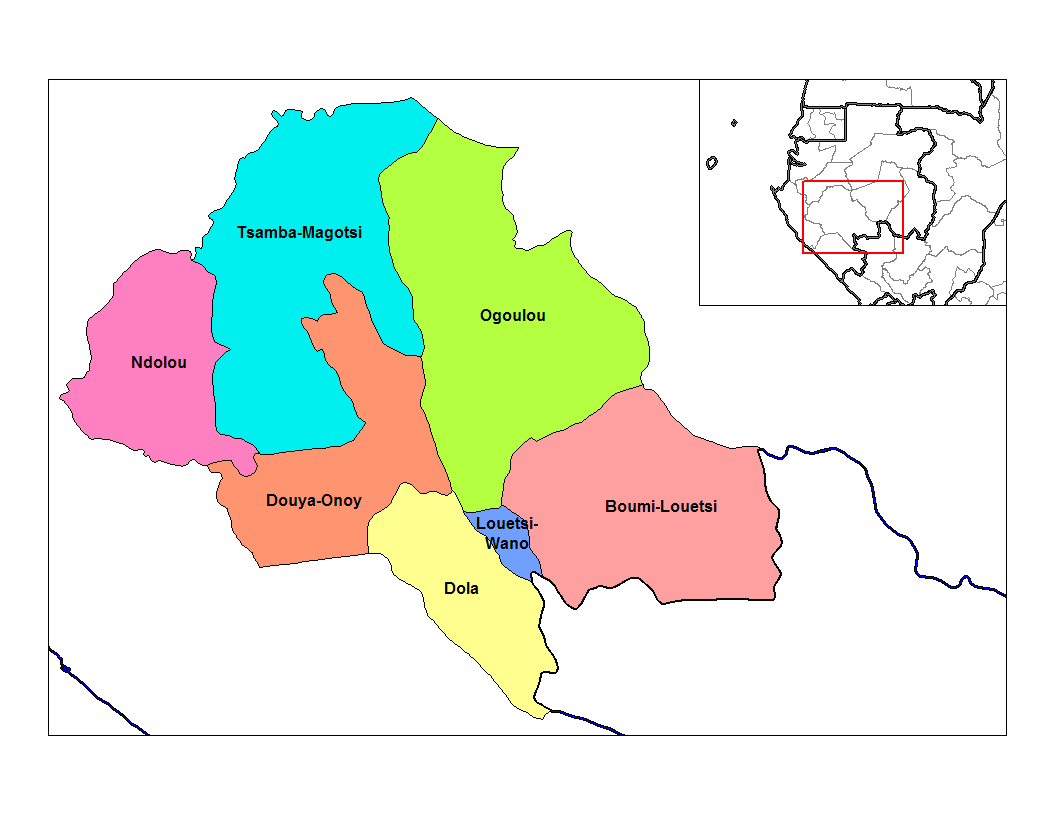
Mapa dos departamentos da província de Ngounie no Gabão.

Tsamba-Magotsi é um departamento da província de Ngounié, no Gabão.